# IJslandse tepelhoren
De IJslandse tepelhoren (Amauropsis islandica) is een slakkensoort uit de familie van de Naticidae. De wetenschappelijke naam van de soort is voor het eerst geldig gepubliceerd in 1791 door Gmelin.